# Барбез
Барбез (фр. Barbaise) је насељено место у Француској у региону Шампањ-Арден, у департману Ардени.
По подацима из 2011. године у општини је живело 101 становника, а густина насељености је износила 15,12 становника/km².

## Демографија
| 1962. | 1968. | 1975. | 1982. | 1990. | 2011. |
| ----- | ----- | ----- | ----- | ----- | ----- |
| 96    | 69    | 75    | 96    | 106   | 101   |